# 锡格尔科
锡格尔科是德国梅克伦堡-前波美拉尼亚州的一个市镇。总面积54.85平方公里，总人口906人，其中男性480人，女性426人（2011年12月31日），人口密度17人/平方公里。